# Kloster Elona

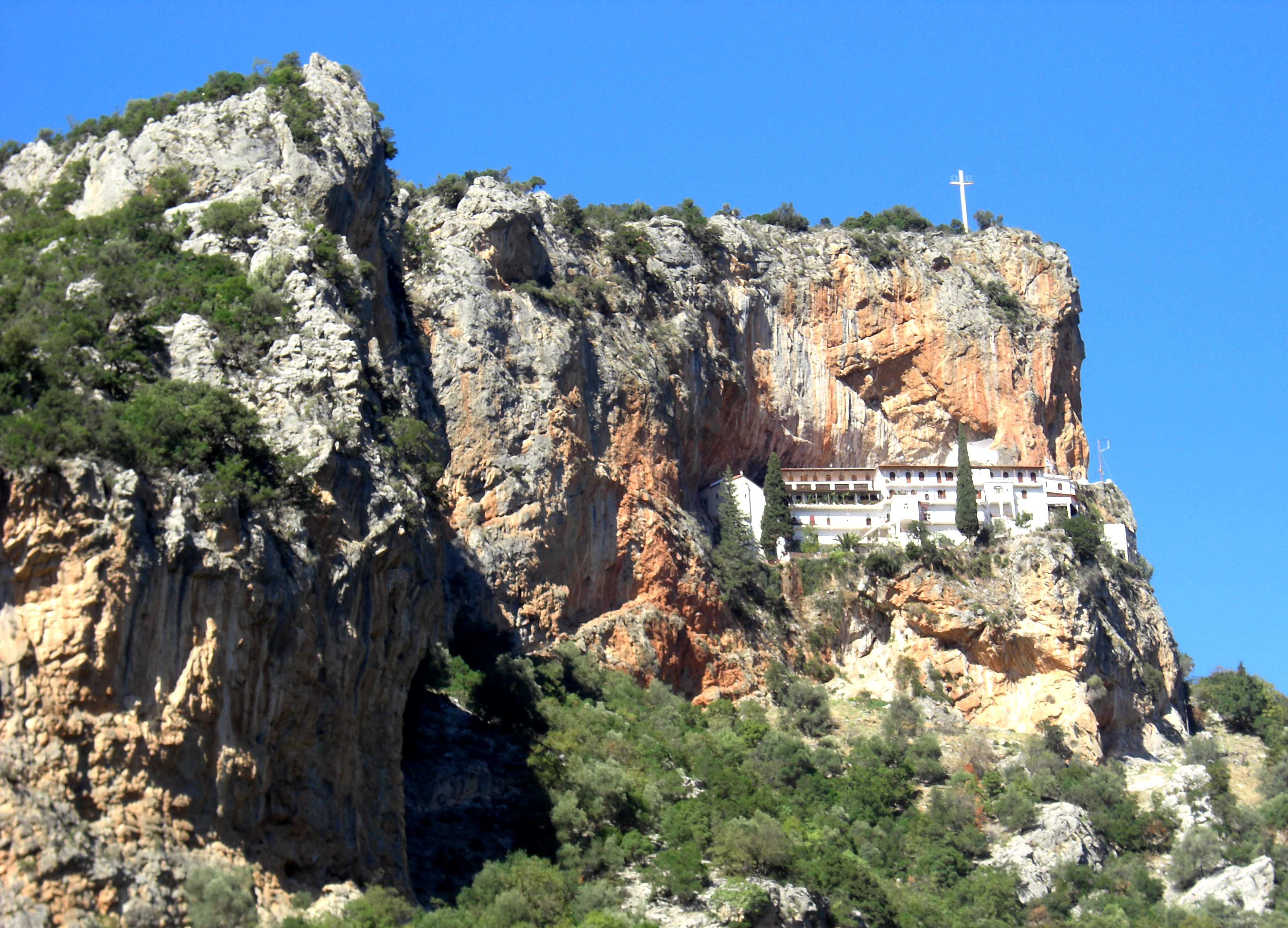
Kloster Elona

Das Kloster Elona (griechisch Μονή Ελώνης oder Ελώνα) ist ein griechisch-orthodoxes Kloster im Norden von Arkadien. Das Frauenkloster wurde nach der Volkszählung von 2001 von vier Nonnen bewohnt.
Elona wurde an einer Steilküste des Parnon-Gebirges erbaut. Es ist 35 Kilometer von Tyros und 17 Kilometer von Leonidi entfernt. In unmittelbarer Nähe liegt das Dorf Kosmas; die drei Gemeinden sind seit 2010 zur neuen Gemeinde Notia Kynouria vereinigt.

## Geschichte
Die Geschichte des Klosters beginnt im Jahre 1300. Hirten sahen an einer unzugänglichen Stelle der Steilküste ein Licht. Dieses Licht, so die Legende, ging von einem Öllämpchen aus, das vor einer Ikone der heiligen Panagia angezündet war. Der Bischof beauftragte zwei Einsiedler aus der Umgebung, Kallinikos und Dositheos, sich am Fundort niederzulassen, wo sie dann ein kleines Kloster mit zwei Zellen errichteten.
Die beiden wurden von zwei türkischen Räubern umgebracht. Einer der Räuber erblindete bei dem Versuch, das Kloster auszurauben, durch ein von der Ikone ausgehendes helles Licht. Die Räuber bereuten, die Einwohner des Nachbardorfes Kosmas beteten für sie, und der Geblendete erhielt das Augenlicht wieder. Später sollen die Räuber in der Türkei in einflussreiche Positionen gelangt sein und das Kloster und das Dorf gefördert haben. In der folgenden Zeit florierte das Kloster und zog eine große Zahl von Pilgern und Spendern an. Der Ikone wurde die Kraft zugeschrieben, Kranke zu heilen.

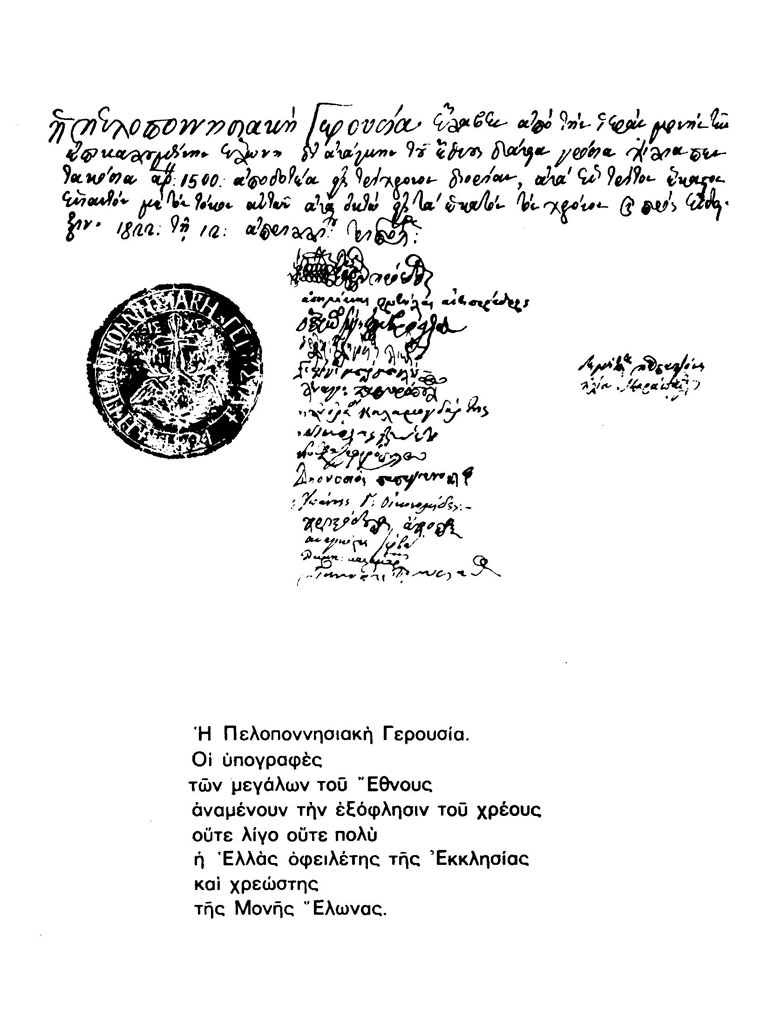
Dokument des Peloponnesischen Senats

Nach der Orlow-Revolte von 1770 verwüsteten die Türken als Vergeltungsaktion die Peloponnes. Das Kloster wurde in Brand gesetzt und geplündert, die Mönche umgebracht. Das Kloster wurde im folgenden Jahrzehnt wiederaufgebaut.
Im ersten Jahrzehnt des neunzehnten Jahrhunderts erlebte das Kloster eine bedeutende Blütezeit. Eine neue Kirche wurde errichtet, auch einige Wirtschaftsgebäude, die zum Teil noch erhalten sind, auch nachdem eine Straße durchgebrochen wurde.
Die Blüte des Klosters veranlasste das ökumenische Patriarchat von Konstantinopel, das Kloster zum Stauropegia-Kloster zu machen, einem direkt dem Patriarchat und nicht dem Bischof unterstellten Kloster. Dieser Erfolg führte zur Verleihung von zahlreichen Privilegien durch Erlasse des Sultans, aber auch zu einer jährlichen Steuer, die das Kloster an das Patriarchat zu entrichten hatte. So wurde die drohende Enteignung der Vermögenswerte des Klosters vermieden.
Das Kloster Elona hatte auch einen wichtigen Anteil am griechischen Unabhängigkeitskrieg von 1821, was auch in einem Schriftstück des Peloponnesischen Senats von 1823 besonders bescheinigt wird.
Unter der Herrschaft von König Otto von Griechenland (1832–1862) wurde das Kloster im Zuge des Säkularisierungserlasses von 1833 kurzzeitig aufgelöst, dann aber als erhaltenswürdig eingestuft. Es war bis 1971 ein Männerkloster und wurde 1972 in ein Frauenkloster umgewandelt.

## Das Kirchengebäude
Das Kirchengebäude des Klosters stammt aus dem Jahr 1809, wie aus einer Inschrift in der Mitte des Eingangs hervorgeht. Es wurde auf den Fundamenten des davor von den Türken zerstörten Kirchengebäudes erbaut und ist größer als das Vorgängergebäude. Es ist 14,90 Meter lang und 5,10 Meter breit.
Es hat keine Kuppel und auch keine Heiligenbilder. Seine Ikonostase ist aus Walnussholz geschnitzt. Oben befinden sich Gemälde mit Darstellungen aus dem alten und dem neuen Testament. Der Glockenturm wurde im Jahr 1833 errichtet.
Die Kirche wurde der Himmelfahrt Marias geweiht und feiert daher am 15. August ihr Weihefest. Nur in dieser Woche wird das Original der Panagia-Ikone in der Kirche präsentiert, den Rest des Jahres steht dort eine Kopie.

## Diebstahl der Ikone
Am 18. August 2006 wurde die historische Ikone der Panagia zusammen mit den Opfergaben aus dem Kloster gestohlen. Die Nachricht über den Diebstahl erregte Empörung und wurde in den griechischen und den internationalen Massenmedien verbreitet. Die Ikone wurde 38 Tage nach dem Raub von der Polizei im Dorf Farakló in Lakonien wiederaufgefunden. Der Täter wurde gefasst und die Ikone feierlich wieder an ihren Platz gebracht.
Ein Jahr nachdem die Ikone wiederaufgefunden wurde, wurde in der Nähe des Fundortes auf Kosten der griechischen Polizei eine kleine Votiv-Ikonostase mit einer Kopie der Panagia-Ikone errichtet.